# Chlorocebus djamdjamensis
El cercopiteco de las montañas Bale (Chlorocebus djamdjamensis) es una especie de primate catarrino perteneciente a la familia Cercopithecidae. La especie en endémica de Etiopía, en donde se encuentra en los bosques de bambú de las montañas Bale. Inicialmente fue descrito como subespecie del cercopiteco verde (Chlorocebus aethiops). Todas las especies del género Chlorocebus pertenecían anteriormente al género Cercopithecus.